# Precisionisme
El precisionisme fou un moviment artístic nord-americà que s'originà vers el 1915 i que va florir durant la dècada del 1920, en el qual es tractaven temes urbans i, sobretot, industrials mitjançant una tècnica molt acurada i precisa.

## Característiques
El precisionisme fou inspirat pel desenvolupament del cubisme, el futurisme i l'orfisme a Europa i, també, pel ràpid creixement de la industrialització de Nord-amèrica arran de la nova fornada d'innovadors com Henry Ford. Fou batejat amb aquest nom el 1927 per Alfred H. Barr Jr., el primer director del Museu d'Art Modern de Nova York i el seu tema per excel·lència era l'arquitectura representada amb precisió gairebé fotogràfica (d'ací ve el nom del moviment) i amb una tècnica llisa i impecable (com ara, les sitges de grans i els gratacels de Nova York, però, també, els ponts dels vaixells).
En la pintura precisionista la llum acostuma a ésser clara i brillant, i les formes són triades sovint pel seu interès geomètric per a crear formes clares i ben definides, de vegades gairebé cubistes. L'ésser humà no hi apareix i no conté cap crítica social, però, en canvi, temes considerats antiestètics (com, per exemple, la indústria i la tecnologia nord-americanes) són dotats d'una grandesa èpica i tractats amb una perfecció clàssica. Els termes realistes-cubistes, immaculats, clàssics moderns i esterilistes serveixen també per a fer referència als pintors precisionistes.
A més, les pintures, dibuixos i gravats d'aquest moviment artístic també van mostrar la influència del treball realitzat per fotògrafs nord-americans (com ara, Paul Strand), els quals empraven enfocaments nítids, il·luminacions i angles de càmera insòlits per a emfatitzar la forma abstracta del subjecte (en certa manera, el seu èmfasi per les formes angulars estilitzades el fan visualment gairebé similar a l'art déco).

## Artistes destacats
Si bé no foren un grup en sentit estricte (mai es van organitzar formalment com a tal ni van emetre cap manifest), solien exposar junts (com ara, a la Daniel Gallery de Nova York). Cal destacar-ne, entre altres:
- Charles Demuth (1883-1935, pintor)
- Charles Sheeler (1883-1965, pintor i fotògraf)
- Preston Dickinson (1891-1930, pintor)
- Elsie Driggs (1898-1992, pintor)
- Louis Lozowick (1892-1973, pintor)
- Francis Criss (1901-1973, pintor)
- Ralston Crawford (1906-1978, pintor)
- Edmund Lewandowski (1914-1998, pintor)
- Georgia O'Keeffe (1887-1986, pintora)[3]

## Obres destacades
- American Nude (Charles Sheeler, 1918-1919)
- Brooklyn Bridge (Joseph Stella, 1919-1920, Yale University Art Gallery, Universitat Yale, New Haven)
- Church Street E1 (Charles Sheeler, 1920)
- Machinery (Charles Sheeler, 1920, Metropolitan Museum of Art de Nova York)
- Lucky Strike (Stuart Davis, 1921, Museu d'Art Modern de Nova York)
- Steeple and Street (Stuart Davis, 1922, Hirshhorn Museum and Sculpture Garden, Washington DC)
- Minneapolis (Louis Lozowick, 1925)
- Arrangement New York (Jan Matulka, c. 1925)
- Sunday (Edward Hopper, 1926)
- New York Street-No. 1 (Georgia O'Keeffe, 1926)
- The Shelton with Sunspots (Georgia O'Keeffe, 1926)
- Eleven A.M. (Edward Hopper, 1926)
- Delmonico Building (Charles Sheeler, 1926, Metropolitan Museum of Art de Nova York)
- Street, New York I (Georgia O'Keeffe, 1926)
- Reclining Nude (Edward Hopper, 1924-1927)
- Lighthouse Hill (Edward Hopper, 1927)
- Automat (Edward Hopper, 1927)
- Criss-Crossed Conveyors, Ford Plant (Charles Sheeler, 1927, Metropolitan Museum of Art de Nova York)
- Radiator Building, Night New York (Georgia O'Keeffe, 1927, Detroit Institute of Arts)
- Radiator Building (Georgia O'Keeffe, 1927, Fisk University, Nashville)
- Pink Dish and Green Leaves (Georgia O'Keeffe, 1928)
- I Saw the Figure 5 in Gold (Charles Demuth, 1928, Metropolitan Museum of Art de Nova York)
- New York Night (Georgia O'Keeffe, 1929)
- Upper Deck (Charles Sheeler, 1929)
- Chop Suey (Edward Hopper, 1929)
- Early Sunday Morning (Edward Hopper, 1930)
- Buildings Abstraction, Lancaster (Charles Demuth, 1930, Museu Whitney d'Art Americà de Nova York)
- American Landscape (Charles Sheeler, 1930, Museu d'Art Modern de Nova York)
- Chimney and Watertower (Charles Demuth, 1931, Amon Carter Museum de Fort Worth, Texas)
- Classic Landscape (Charles Sheeler, 1931)
- Americana (Charles Sheeler, 1931, Metropolitan Museum of Art de Nova York)
- Maitland Bridge (Ralston Crawford, 1938, Museu de Belles Arts de Boston)
- Rolling Power (Charles Sheeler, 1939)
- Office at Night (Edward Hopper, 1940)
- Overseas Highway (Ralston Crawford, 1940)
- Nighthawks (Edward Hopper, 1942)
- Lights in an Aircraft Plant (Ralston Crawford, 1945, National Gallery of Art, Washington DC)
- Bright Light at Russell's Corners (George Ault, 1946, Smithsonian American Art Museum, Washington DC)
- Approaching a City (Edward Hopper, 1946)
- Amoskeag Canal (Charles Sheeler, 1948, Currier Museum of Art, Manchester, Nou Hampshire)
- Brooklyn Bridge (Georgia O'Keeffe, 1949)
- Morning Sun (Edward Hopper, 1952)
- Carolina Morning (Edward Hopper, 1955)
- A Woman in the Sun (Edward Hopper, 1961)[7][4]

## Llegat
El precisionisme influí tant en les formes com en la tècnica del realisme màgic i de l'art popular nord-americans i pot ésser vist com un precursor del moviment artístic conegut com a American Scene Painting.

## Galeria d'imatges

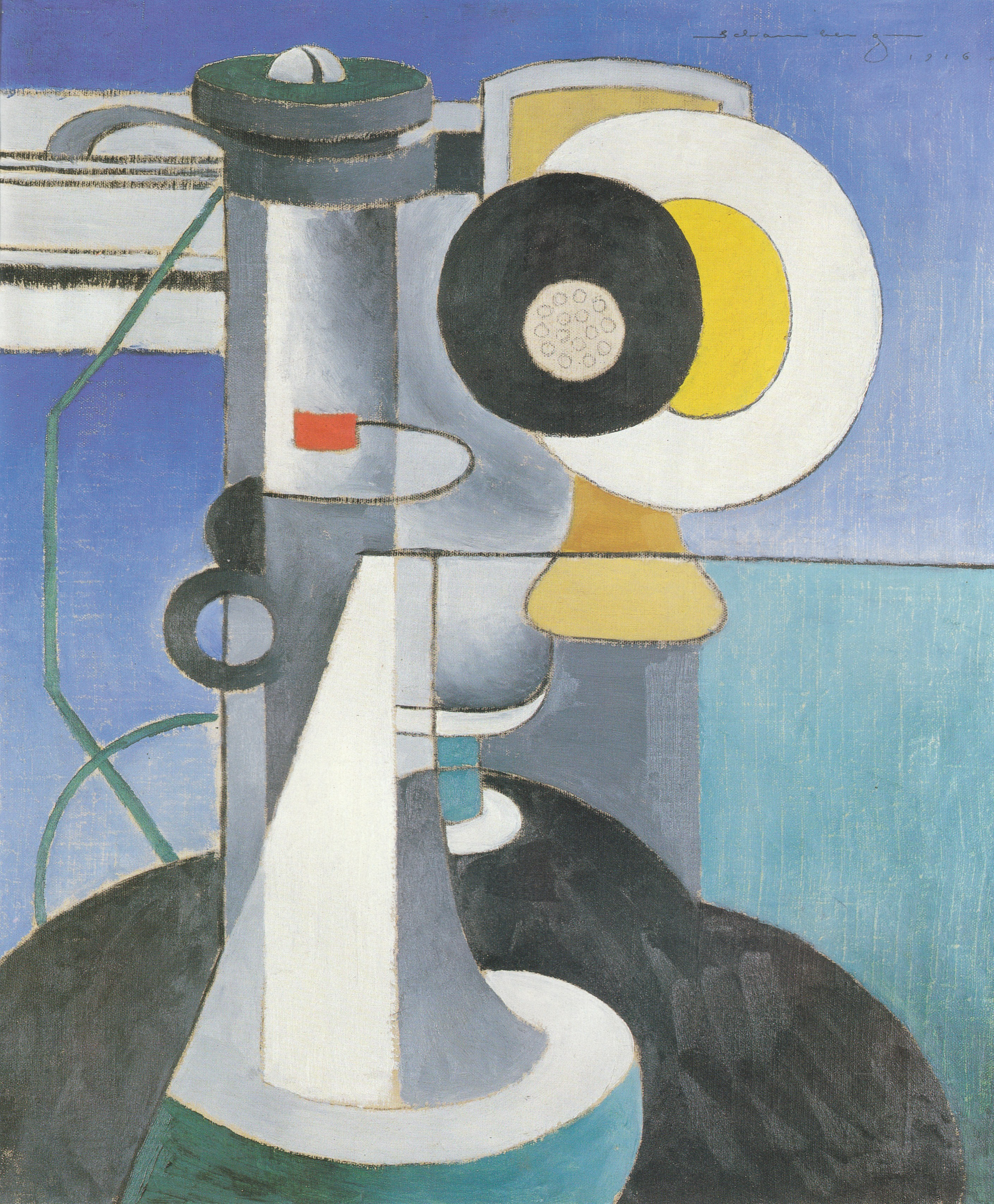
Telephone de Morton Livingston Schamberg (1916, Columbus Museum of Art)
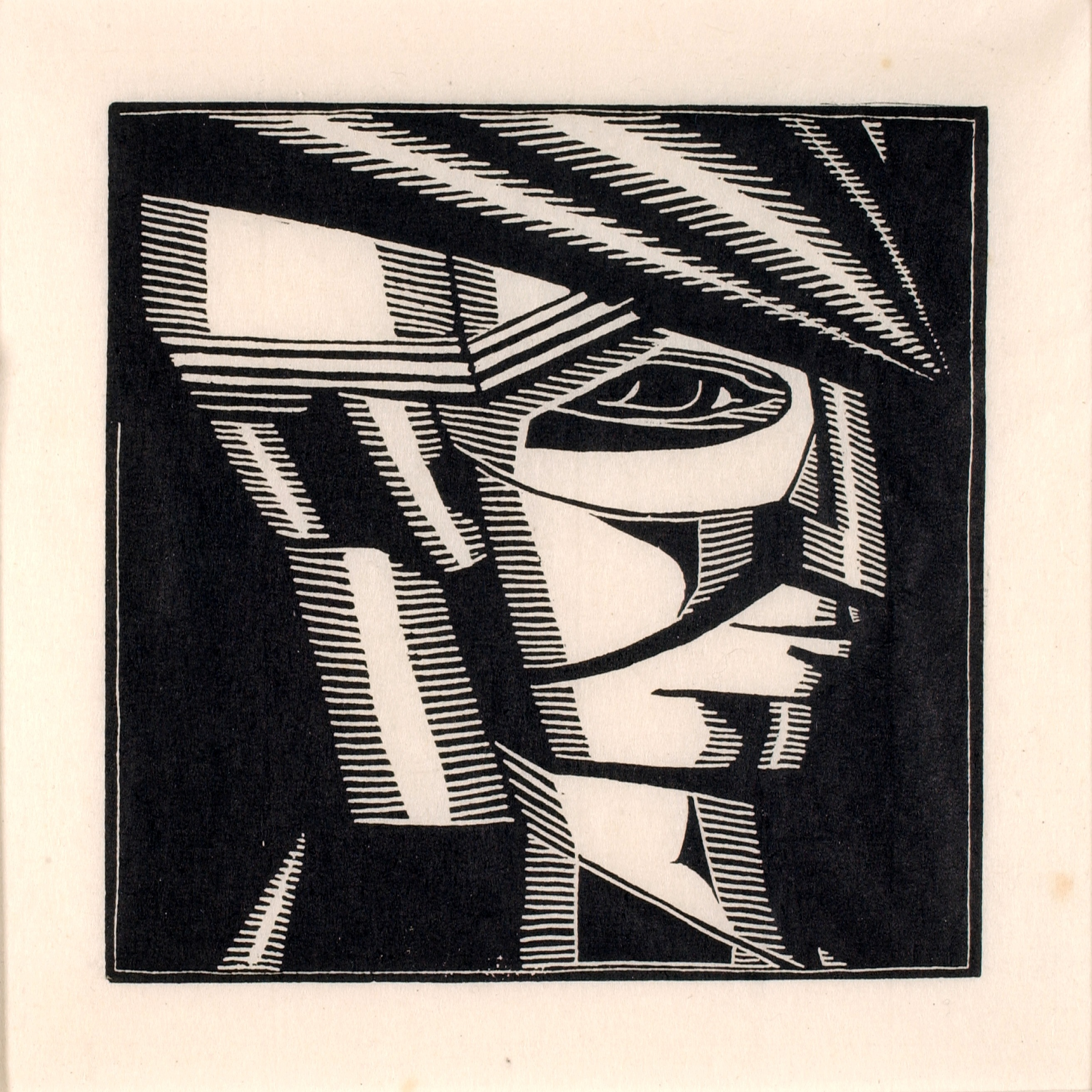
Profile Head with Cap de John Storrs (c. 1918, Smithsonian American Art Museum)
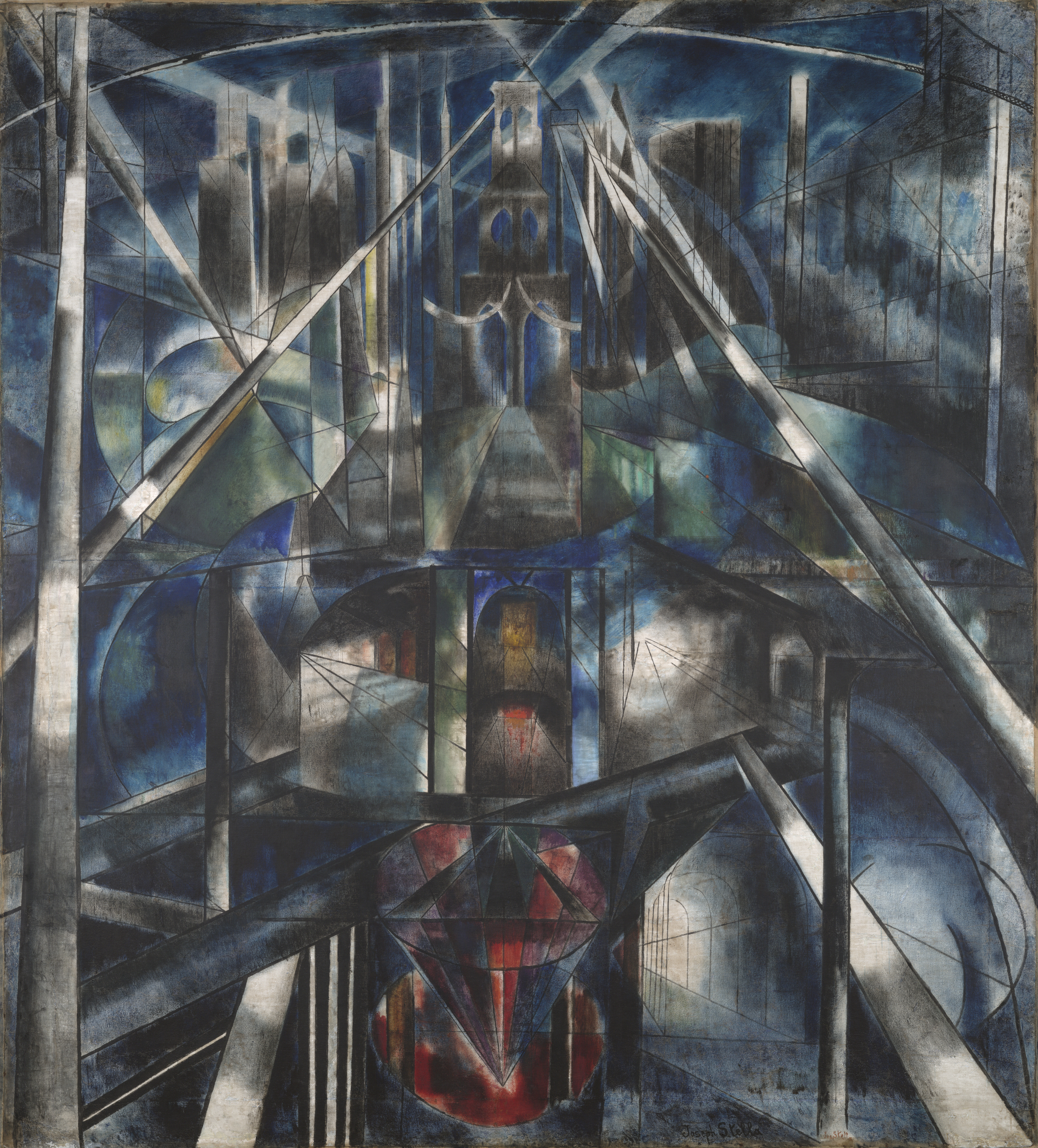
Brooklyn Bridge de Joseph Stella (1919-1920, Yale University Art Gallery)
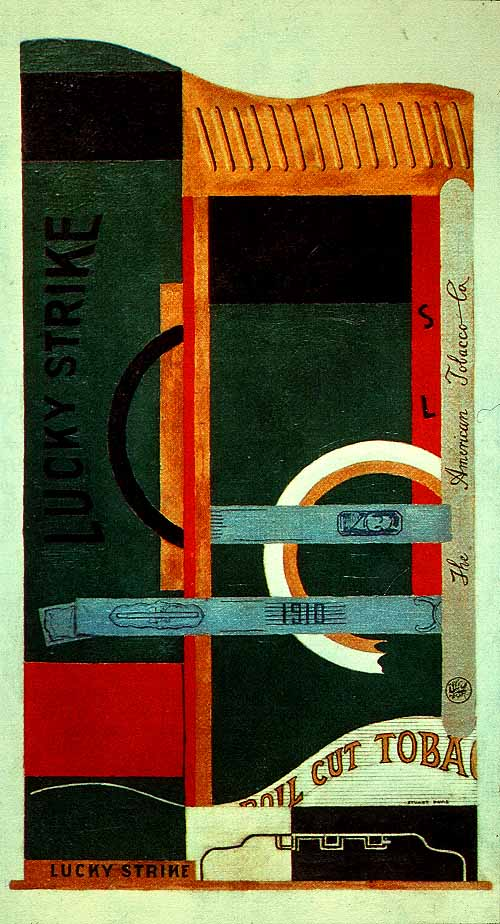
Lucky Strike de Stuart Davis (1921, Museu d'Art Modern de Nova York)
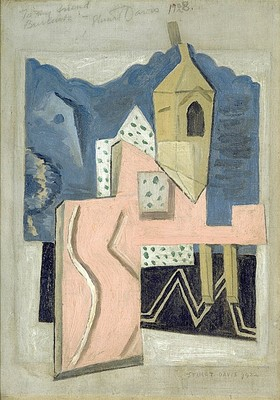
Steeple and Street de Stuart Davis (1922, Hirshhorn Museum and Sculpture Garden)
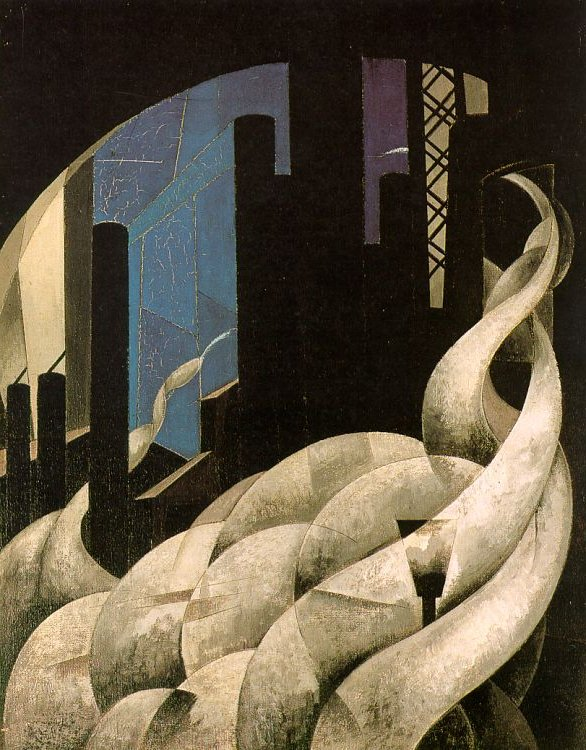
Incense of a New Church  de Charles Demuth (1921)
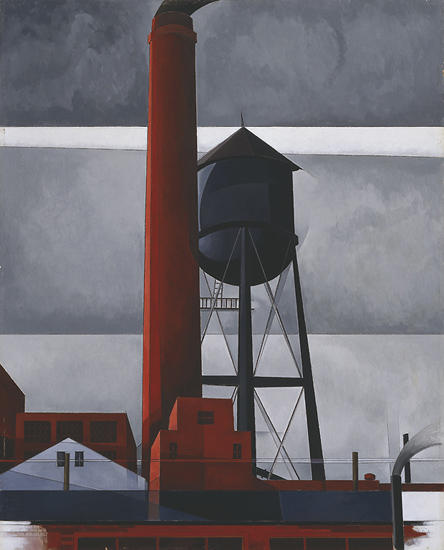
Chimney and Water Tower de Charles Demuth (1931, Amon Carter Museum)
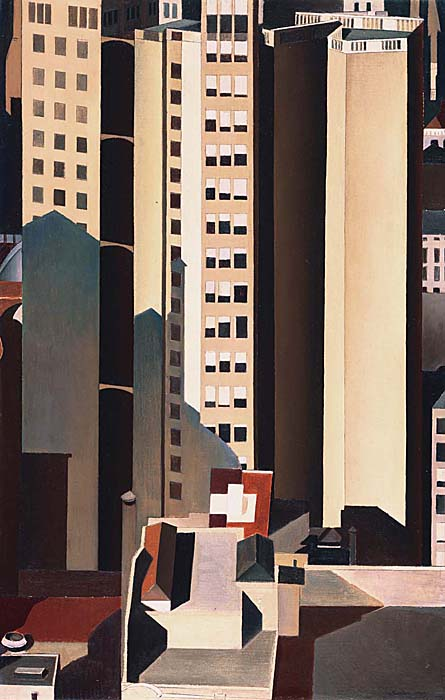
Skyscrapers de Charles Sheeler (1922)
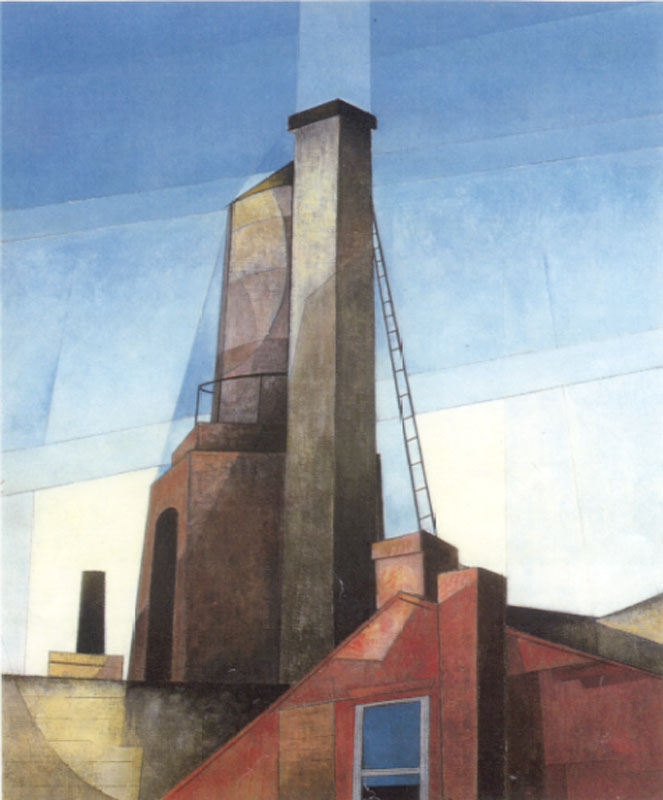
Aucassin and Nicolette de Charles Demuth (1921, Columbus Museum of Art)
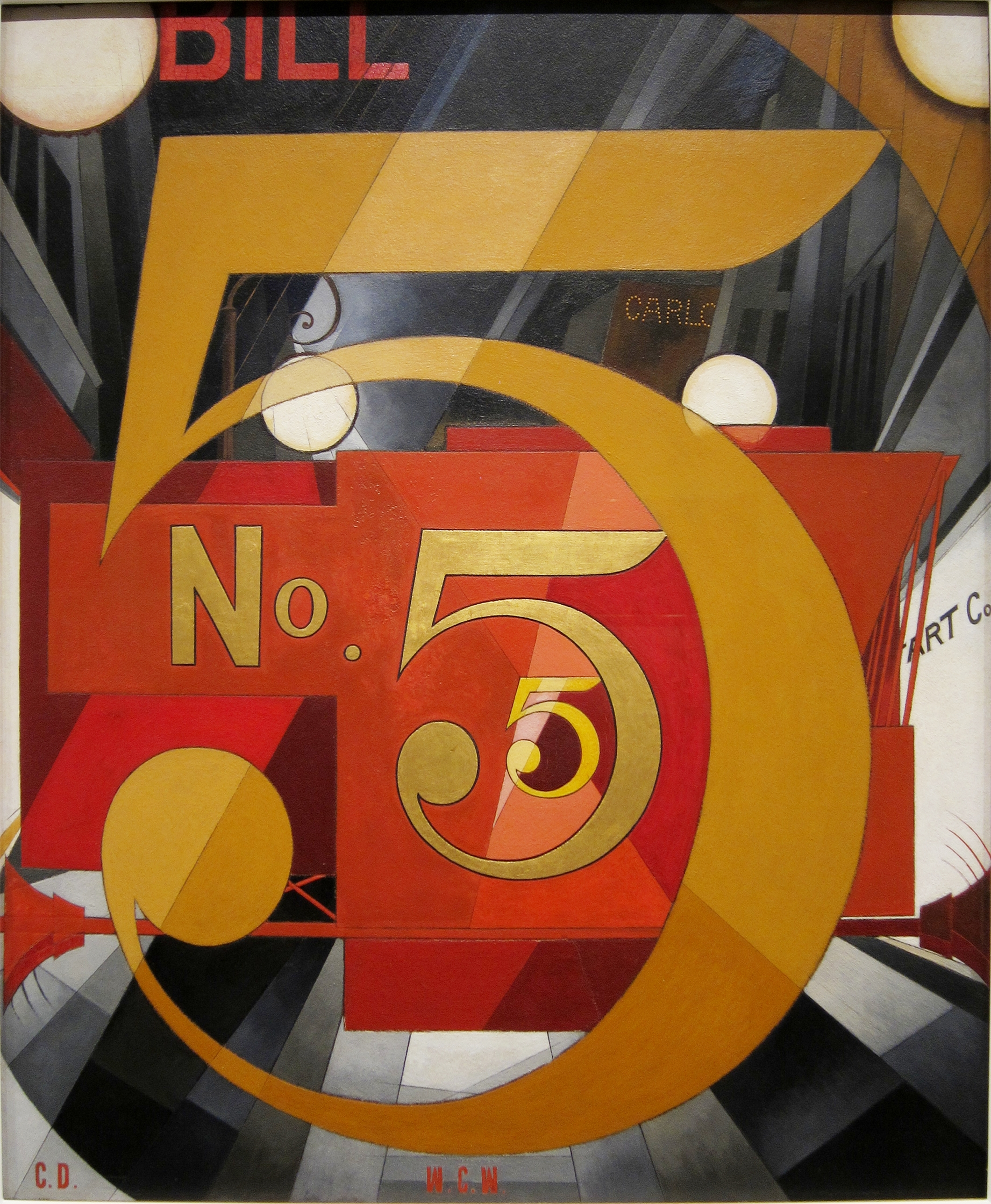
I Saw the Figure 5 in Gold de Charles Demuth (1928, Metropolitan Museum of Art)